# Princesa (higo)
Princesa es un cultivar de higuera tipo Higo Común Ficus carica bífera (con dos cosechas por temporada, las brevas-Lampos en primavera-verano, e higos-vindimos los higos de verano-otoño), de piel verde blanquecino amarillento. Se cultivan principalmente en Torres Novas en  Centro en la comunidad intermunicipal de Medio Tejo (Portugal) para higo fresco y seco. También cultivada en Bemposta freguesia, portuguesa, perteneciente al municipio de Mogadouro, distrito de Braganza y en el municipio de Portimão en el Algarve.

## Sinonimias
- „Duquesa“
- „Blanca“ en Andalucía,[5][6][7][8]

## Historia
Dentro de la Unión Europea, España es, junto a Grecia y Portugal, el mayor productor de higos.
El cultivo extensivo de las higueras era tradicional en Portugal, especialmente en las regiones del Algarve, Moura, Torres Novas y Mirandela. Se cosechaban los llamados « "figos vindimos" », que tenían como destino el mercado de los higos secos, para el consumo humano o industrial, pero también para la alimentación de los animales,
Era un higueral de baja densidad, entre 100 y 150 higueras por hectárea, con árboles de gran porte, baja productividad y mucha mano de obra. Todo esto, unido a la fuerte competencia de los higos provenientes del norte de África y Turquía, provocó un progresivo abandono de este cultivo.
Hoy día se está recuperando, pero orientada la producción para su consumo en fresco, imponiéndose variedades más productivas adaptadas a las exigencias y gustos del mercado, aumentando las densidades de plantación e incluso aportando la posibilidad de riego. La producción de higos para el mercado de fruta fresca tiene dos épocas distintas de producción. Una en mayo, junio y julio, que es la época de los « "figos lampos" » (brevas); y otra en agosto y septiembre, hasta las primeras lluvias, que es la época de los « "figos vindimos" » (higos).
La variedad 'Princesa' fue descrito e ilustrado por Bobone (1932) como una variedad portuguesa, cultivada comercialmente, ampliamente distribuida en Centro en la comunidad intermunicipal de Medio Tejo. También cultivada en Bemposta, freguesia portuguesa, perteneciente al municipio de Mogadouro, distrito de Braganza y en el municipio de Portimão en el Algarve.

## Características
La higuera 'Princesa' es una variedad bífera (con dos cosechas por temporada), del tipo Higo Común. Tanto las brevas como los higos son de gran calibre (12 higos/kg).
Los árboles 'Princesa' generalmente producen dos cosechas, la breva-Lampo es la primera cosecha de mediados de mayo a finales de junio, con menor cantidad de frutos, que son piriformes, con cuello medio; color de la piel verde claro amarillento; pulpa con color rosada castaño claro, sabor poco dulce, con piel lisa fina lo que le hace que tenga una resistencia a la  manipulación media. Se consume en fresco.
La segunda cosecha más abundante es la de higos-vindimos que son de forma turbinada; piel lisa; color verde claro amarillento; pulpa acastañada oscura, de sabor dulce; textura fina; calidad muy buena tanto para consumo en fresco como seco; Tienen una mala manipulación.

## Cultivo
'Princesa' se trata de una variedad muy adaptada al cultivo de secano, con excelente producción de brevas de buen tamaño y características que la hacen potencialmente muy atractiva para comercializar para su consumo en fresco y en seco. Muy cultivado Torres Novas, en Centro en la comunidad intermunicipal de Medio Tejo  (Portugal). También cultivada en Bemposta, freguesia portuguesa, perteneciente al municipio de Mogadouro, distrito de Braganza y en el municipio de Portimão en el Algarve,